# ۷ سپتامبر
۷ سپتامبر در تقویم گرگوری، دویست و پنجاهمین (در سال‌های کبیسه دویست و پنجاه و یکمین) روز سال است. ۱۱۵ روز تا پایان سال باقی است.

## تولدها
- ۱۹۳۶ – برایان هارت، رانندهٔ مسابقات فرمول یک اهل بریتانیا (د. ۲۰۱۴)
- ۱۹۴۹ – گلوریا گینور، خواننده، ترانه‌سرا و هنرپیشه اهل آمریکا
- ۱۹۶۲ - صدیق برمک، کارگردان اهل افغانستان

## رویدادها
- ۱۲۵۱ (پیش از میلاد) - خورشیدگرفتگی.
- ۷۰ - امپراتوری روم به فرماندهی تیتوس، شهر اورشلیم را پس از یک محاصره طولانی، متصرف شدند و پرستش‌گاه اورشلیم را ویران کردند.
- ۱۱۹۱ - وقوع نبرد آرسوف بین صلاح‌الدین و ریچارد یکم
- ۲۰۰۴ - ویکی‌انبار به وجود آمد.
- 2021 - دولت ال سالوادور بیتکوین را واحد پول کرد.[۱]